# The Computer Journal
The Computer Journal est une revue scientifique à comité de lecture consacrée à l'informatique et aux systèmes d'information. Créée en 1958, elle est publiée par Oxford University Press pour le compte de la British Computer Society. Plusieurs avancées en informatique y ont été publiées pour la première fois tel l'algorithme de tri rapide proposé par Charles Antony Richard Hoare. Les auteurs du meilleur article de chaque volume reçoivent le prix Wilkes et la médaille décernés par la British Computer Society.
La revue est organisée autour de quatre thématiques, l'informatique théorique, les réseaux, le traitement de données et la sécurité informatique.
Cette revue ne doit pas être confondue avec (en) « The Computer Journal », publication Américaine entre 1983 et 1995.